# Trifun Živanović
Trifun Živanović, né le 17 avril 1975 à Santa Monica en Californie, est un patineur artistique et entraîneur américano-serbe, vice-champion des États-Unis en 1999 et septuple champion de Yougoslavie et Serbie de 2002 à 2007.

## Biographie

### Carrière sportive
Trifun Živanović patine d'abord pour les États-Unis où il est entraîné par Gary Visconti. En 2001, il déménage à Belgrade pendant un an pour obtenir la citoyenneté yougoslave, son père étant serbe, pour pouvoir patiner pour la Yougoslavie dès 2002. Le pays devient la Serbie-et-Monténégro le 4 février 2003 et enfin il patine pour la Serbie lorsque le Monténégro prend son indépendance le 3 juin 2006. Trifun Živanović a ainsi la particularité d'avoir participé aux championnats du monde de patinage artistique en représentant quatre pays (États-Unis, Yougoslavie, Serbie-et-Monténégro et Serbie). Il est également l'un des rares patineurs à avoir participé aux championnats des quatre continents et aux championnats d'Europe.
Dans la première partie de sa carrière sportive, lorsqu'il patine pour son pays natal, il devient vice-champion des États-Unis en 1999 derrière Michael Weiss et médaillé de bronze l'année suivante derrière Michael Weiss et Timothy Goebel. Il participe à deux championnats des quatre continents (1999 à Halifax et 2000 à Osaka) et à un mondial (1999 à Helsinki).
Dans la seconde partie de sa carrière, lorsqu'il patine pour la Yougoslavie à partir de 2002 (devenue Serbie-et-Monténégro en 2003, puis Serbie en 2007), il remporte les championnats nationaux de ces pays à six reprises de 2002 à 2007. Il représente son nouveau pays à trois championnats d'Europe (2004 à Budapest, 2005 à Turin et 2006 à Lyon), quatre mondiaux (2004 à Dortmund, 2005 à Moscou, 2006 à Calgary et 2007 à Tokyo) et aux Jeux olympiques d'hiver de 2006 à Turin.
Il arrête les compétitions sportives après les mondiaux de 2007.

### Reconversion
Trifun Živanović travaille comme instructeur de patinage sur glace au Pickwick Ice Center de Burbank en Californie.

## Palmarès
| Compétitions principales                                | 1996    | 1997    | 1998    | 1999    | 2000    | 2001    | 2002    | 2003    | 2004    | 2005    | 2006    | 2007    |  |  |  |  |
| Jeux olympiques d'hiver                                 |         |         |         |         |         |         |         |         |         |         | 26e     |         |  |  |  |  |
| Championnats du monde                                   |         |         |         | 16e     |         |         |         |         | 29e     | 30e     | 24e     | 30e     |  |  |  |  |
| Championnats des quatre continents                      |         |         |         | 7e      | 9e      |         |         |         |         |         |         |         |  |  |  |  |
| Championnats d'Europe                                   |         |         |         |         |         |         |         |         | 21e     | 17e     | 29e     |         |  |  |  |  |
| Championnats des États-Unis                             | 7e      | A       | 7e      | 2e      | 3e      | 5e      |         |         |         |         |         |         |  |  |  |  |
| Championnats de Yougoslavie/Serbie-et-Monténégro/Serbie |         |         |         |         |         |         | 1er     | 1er     | 1er     | 1er     | 1er     | 1er     |  |  |  |  |
|                                                         |         |         |         |         |         |         |         |         |         |         |         |         |  |  |  |  |
| Grand Prix ISU                                          | 1995/96 | 1996/97 | 1997/98 | 1998/99 | 1999/00 | 2000/01 | 2001/02 | 2002/03 | 2003/04 | 2004/05 | 2005/06 | 2006/07 |  |  |  |  |
| Skate America                                           |         |         |         |         |         | 8e      |         |         | 7e      |         |         |         |  |  |  |  |
| Coupe d'Allemagne                                       |         |         |         |         | 5e      |         |         |         |         |         |         |         |  |  |  |  |
| Coupe de Russie                                         |         |         |         |         | 6e      |         |         | 11e     |         |         |         |         |  |  |  |  |
| Trophée NHK                                             |         |         |         |         |         | 11e     |         |         |         |         |         |         |  |  |  |  |
| Légende : A = Abandon                                   |         |         |         |         |         |         |         |         |         |         |         |         |  |  |  |  |